# Lennart Moser
Lennart Franklin Moser (* 6. Dezember 1999 in Berlin) ist ein deutscher Fußballtorwart, der aktuell bei Kolding IF unter Vertrag steht.

## Karriere
Moser stammt aus der Jugend des Berliner Stadtteilklubs Grünauer BC, bei dem er bereits als G-Junior spielte. Als Zehnjähriger wurde er im Nachwuchsleistungszentrum des 1. FC Union Berlin aufgenommen und fortan ausgebildet. Ab der Saison 2017/18 war er Stammtorwart der Berliner U19 und absolvierte 22 Ligaspiele in der A-Junioren-Bundesliga; zeitgleich stand er nach Erhalt seines ersten Profivertrags, der bis Juni 2021 gültig ist, unter Cheftrainer André Hofschneider als Ersatztorwart im Zweitligakader. Diesem gehörte er ab der Folgesaison fest an, nachdem er nicht mehr für die A-Jugend spielberechtigt war. Da die zweite Mannschaft 2015 aufgelöst worden war und Rafał Gikiewicz alle 34 Saisonspiele bestritt, erhielt er in dieser Spielzeit keine Spielpraxis.
Folglich verlieh Union den Keeper im Sommer 2019 gemeinsam mit seinem Mannschaftskameraden Berkan Taz für eine Saison an Energie Cottbus. Moser spielte einmal im DFB-, einmal im brandenburgischen Landespokal sowie als Stammkraft in 16 Regionalligapartien und ging mit dem FC Energie als Tabellenführer in die Winterpause. Innerhalb dieser wurde die Leihe vorzeitig beendet, um Moser Praxis auf höherem Niveau zu ermöglichen. Bis Saisonende wurde er in die belgische erste Liga an Cercle Brügge weiterverliehen; Cercle hat im Anschluss die Möglichkeit, Moser per Option fest zu verpflichten. Beim abstiegsgefährdeten Klub kam er als erste Wahl im Tor aus der Saisonpause und debütierte im Profifußball.
Mit dem Aufkommen der COVID-19-Pandemie wurde der Spielbetrieb in Belgien abgebrochen. Daher stellte Cercle Brügge alle Lizenzspieler arbeitslos, darunter auch Lennart Moser. Somit kehrte er nach sieben Einsätzen in der Division 1A wieder nach Berlin zurück. Dort war er allerdings in der Hinrunde der Saison 2020/21 hinter den Neuzugängen Andreas Luthe und Loris Karius nur dritte Wahl und wurde bei keinem Spiel tatsächlich eingesetzt. 
Daher wurde er im Januar 2021 ein drittes Mal verliehen, diesmal an den österreichischen Zweitligisten SK Austria Klagenfurt. Bis zum eigentlichen Ende der Leihe kam er verletzungsbedingt nur zu zwei Einsätzen in der 2. Liga. Am Ende der Saison 2020/21 stieg er mit dem Verein in die Bundesliga auf. Im Juni 2021 wurde sein Leihvertrag in Klagenfurt um eine Spielzeit verlängert. In der Saison 2021/22 war er zweiter Tormann hinter Phillip Menzel und kam zu fünf Bundesliga- und zwei Pokaleinsätzen für die Klagenfurter.
Zur Saison 2022/23 kehrte Moser nicht mehr nach Berlin zurück, sondern wechselte fest nach Belgien zur KAS Eupen, bei der er einen bis Juni 2025 laufenden Vertrag erhielt. In seiner ersten Saison dort bestritt er 31 von 34 möglichen Ligaspielen. In der Saison 2023/24 wurde er nicht eingesetzt. Ende August 2023 wurde sein Vertrag in gegenseitigem Einvernehmen aufgelöst.
Im Januar 2024 schloss sich Moser dem dänischen Zweitligisten Kolding IF an. Dort unterschrieb er einen Vertrag bis zum 30. Juni 2026.